# Javed Iqbal
Javed Iqbal Umayr, conocido por el alias de "El monstruo de Lahore" (1956 – 8 de octubre de 2001) fue un pederasta y asesino serial pakistaní, que violó y asesinó a 100 niños varones y adolescentes.
Fue condenado a justicia retributiva, en pocas palabras, fue condenado a ser estrangulado, desmembrado y luego disuelto en ácido, tal como hizo con sus víctimas; y a pesar de que este castigo había sido bien recibido por la población general, el ministro interior pakistaní, Moinuddin Haider, se negó totalmente a que fuera castigado, por lo que declaró que no lo permitiría.

## Primeros años
Iqbal se sabe era el sexto de 8 hijos de su padre, el cual era un empresario. Asistía a Government Islamia College, era conocido como un estudiante promedio. Cuando aún era estudiante, en 1978, abrió un negocio dedicado a la remodelación de acero. También se sabe que vivía en una villa que su padre le compró en Shadbagh, donde vivía junto a sus demás hermanos.

## Asesinatos
En diciembre de 1999, Iqbal envió una carta a la policía y al director de noticias de un periódico de Lahore, Khawar Naeem Hashmi, donde confesó la violación y el asesinato de 100 niños fugitivos, todos de entre 6 y 16 años. En la misma carta, afirmó haber estrangulado y desmembrado a los niños. Víctimas, en su mayoría fugitivos y huérfanos que viven en las calles de Lahore. Confesaba también que se deshacía de los cuerpos disolviéndolos en ácido, arrojando los restos que quedaban a un río.
Dentro de la casa de Iqbal, la policía y los reporteros encontraron manchas de sangre en las paredes y el piso, junto con la cadena con la que Iqbal afirmó haber estrangulado a sus víctimas y fotografías de muchas de sus víctimas en bolsas plásticas. Estos artículos estaban cuidadosamente etiquetados con panfletos escritos a mano. También se dejaron a la intemperie dos cubas de ácido con restos humanos parcialmente disueltos para que la policía los encontrara, con una nota que afirmaba que los cuerpos de la casa no habían sido desechados deliberadamente para que las autoridades los encontraran. 
Iqbal confesó en su carta que planeaba ahogarse en el río Ravi luego de sus crímenes, pero después de arrastrar sin éxito el río con redes, la policía lanzó la persecución más grande en la historia de Pakistán. Cuatro cómplices, adolescentes que habían compartido el piso de tres habitaciones de Iqbal, fueron arrestados en Sohawa . A los pocos días, uno de ellos murió bajo custodia policial, y una autopsia sugirió que se había utilizado la fuerza en su contra; supuestamente, saltó desde una ventana. 
El motivo de Iqbal para cometer sus asesinatos fue su enfado por una injusticia percibida a manos de la policía de Lahore, que lo arrestó por cargos relacionados con un acto de sodomía contra un joven fugitivo en la década de 1990. No se presentaron cargos en relación con este delito. Su madre había sido "Obligada a ver su decadencia" antes de sufrir un infarto fatal. Por lo tanto, había decidido hacer llorar a 100 madres por sus hijos, como su madre se había visto obligada a hacer por él antes de su muerte.

## Condena
Pasó un mes antes de que Iqbal se entregara en las oficinas del Daily Jang el 30 de diciembre de 1999. Posteriormente fue arrestado. Afirmó que se había rendido al periódico porque temía por su vida y le preocupaba que la policía lo matara. 
Iqbal fue condenado a muerte; el juez dictó sentencia diciendo: "Serás estrangulado hasta la muerte delante de los padres cuyos hijos mataste, tu cuerpo será cortado en 100 pedazos y puesto en ácido, de la misma manera que mataste a los niños". El ministro del Interior, Moinuddin Haider, contradijo la sentencia al afirmar que Pakistán es signatario de la Comisión de Derechos Humanos, por lo que "tales castigos no están permitidos". 
Iqbal se ahorcó en su celda el 8 de octubre de 2001, antes de que pudiera llevarse a cabo la ejecución, y otro "cómplice" fue ahorcado en una celda cercana esa misma noche.